# Pieter Oving
Pieter Oving (ook Piet genoemd) (Assen, 15 september 1923 - Bassan (Frankrijk), 29 juni 2004) was een Nederlands kunstschilder, vooral bekend om zijn Harlinger stads- en havengezichten. Ook maakte Oving stillevens en maakte hij portretten, die soms spontaan en ter plekke tijdens openingstijden van een van zijn exposities werden gemaakt.
Oving behoorde tot de categorie schilderde die en plein air werkte. Zijn aquarellen kunnen worden beschouwd als directe impressies van zijn omgeving, maar dit maakte hem nog niet tot een echte (Franse) impressionist. In tegenstelling tot de oorspronkelijke impressionisten schilderde Oving zijn kleurtoetsen vaak over elkaar heen, dit leidde tot mengkleuren en een overvloed aan detailwerk. Binnen het impressionisme worden de kleurtoetsen juist afzonderlijk van elkaar gehouden om de werkelijke werking van licht en kleur dichter te benaderen.